# فيليبي رييس
فيليبي رييس (بالإسبانية: Felipe Reyes)‏ مواليد 16 مارس 1980، هو لاعب كرة سلة إسباني سابق، كان يلعب مع فريق ريال مدريد. يبلغ طوله 6 قدم 9 بوصة (2.1 م).

## فرق لعب لها
- سي بي إستوديانتس
- ريال مدريد بالونكيستو

## الميداليات
| الميدالية | المسابقة                                           |
| --------- | -------------------------------------------------- |
| فضية      | كرة السلة في الألعاب الأولمبية الصيفية 2012 – رجال |
| ذهبية     | بطولة كأس العالم لكرة السلة 2006                   |
| برونزية   | بطولة أمم أوروبا لكرة السلة 2001                   |
| فضية      | بطولة أمم أوروبا لكرة السلة 2003                   |
| فضية      | بطولة أمم أوروبا لكرة السلة 2007                   |
| ذهبية     | بطولة أمم أوروبا لكرة السلة 2009                   |
| ذهبية     | بطولة أمم أوروبا لكرة السلة 2011                   |

## روابط خارجية
- فيليبي رييس على موقع الاتحاد الدولي لكرة السلة (الإنجليزية)
- فيليبي رييس على موقع الدوري الأوروبي لكرة السلة (الإنجليزية)
- فيليبي رييس على موقع الدوري الإسباني لكرة السلة (الإسبانية)
- فيليبي رييس على موقع كرة السلة الأوروبية.كوم (الإنجليزية)
- فيليبي رييس على موقع DraftExpress.com (الإنجليزية)
- فيليبي رييس على موقع ريلجم (الإنجليزية)
- فيليبي رييس على موقع بروبوليرز (الإنجليزية)
- فيليبي رييس على موقع سبورتس رفرنس (الإنجليزية)
- فيليبي رييس على موقع أوليمبيديا (الإنجليزية)